# Кумордзи, Беннард
Беннард Яо Кумордзи (англ. Bennard Yao Kumordzi; родился 21 марта 1985 года, Аккра, Гана) — ганский футболист, полузащитник. Выступал в сборной Ганы.

## Клубная карьера
Кумордзи начал играть на улицах Аккры, позже он поступил в академию футбола Клагона. Скауты шведского «Норрчёпинга» заметили его и предложили подписать контракт. В своем первом сезоне Кумордзи выступал за резервную команду и забил 17 мячей в 11 матчах. После такого дебюта он был переведен в основу и забил два гола в 9 матчах.
Летом 2006 года Беннард перешёл в греческий «Эгалео». Он подписал контракт на 5 лет. В январе 2007 Греческая федерация футбола Кумордзи был признан наиболее ценным футболистом первой половины чемпионата. По окончании сезона Беннардом активно интересовался немецкий «Байер 04», но Кумордзи принял предложение «Паниониоса». В новом клубе он провел пять сезонов и стал одним из лидеров команды.
В январе 2012 года Кумордзи перешёл во французский «Дижон». 14 января в матче против «Эвиана» он дебютировал в Лиге 1. 25 февраля в поединке против «Аяччо» Беннард забил свой первый гол за «Дижон». Летом того же года Кумордзи перешёл в бельгийский «Генк». 2 сентября в матче против «Андерлехта» он дебютировал в Жюпиле лиге. 9 марта 2013 года в поединке против «Гента» Беннард забил свой первый гол за клуб. В сезона 2012/13 он помог «Генку» завоевать Кубок Бельгии.
Летом 2017 года Кумордзи перешёл в «Кортрейк». 29 июля в матче против «Шарлеруа» он дебютировал за новую команду. 9 сентября в поединке против «Зюлте-Варегем» Беннард забил свой первый гол за «Кортрейк».

## Международная карьера
27 марта 2007 года в матче против сборной Бразилии Кумордзи дебютировал за сборную Ганы. 28 июля того же года во встрече против сборной Ирана он забил свой первый гол за национальную команду. В 2008 году Беннард попал в заявку сборной на участие в домашнем Кубке африканских наций, где Гана завоевала бронзовые медали. На турнире он был запасным футболистом и не сыграл ни минуты.

### Голы за сборную Ганы
| #   | Дата         | Место                          | Противник | Результат | Соревнование      |
| --- | ------------ | ------------------------------ | --------- | --------- | ----------------- |
| 01. | 28 июня 2007 | Азади (стадион), Тегеран, Иран | Иран      | 3:1       | Товарищеский матч |

## Достижения
«Генк»
- Обладатель Кубка Бельгии: 2012/13

Гана
- Бронзовый призёр Кубка африканских наций: 2008